# 米尔地区伦巴赫
米尔地区伦巴赫是奥地利上奥地利州罗尔巴赫县的一个市镇。总面积8平方公里，总人口1578人，人口密度197.3人/平方公里（2005年）。